# كاتليغو مفيلا
كاتليغو مفيلا Katlego Mphela (بالإنجليزية: Katlego Mphela)‏، من مواليد 29 نوفمبر 1984 في بريتس في جنوب أفريقيا، لاعب كرة قدم جنوب أفريقي.
بدأ مسيرته الكروية مع نادي جومو كوزموس، وبعدها انتقل إلى نادي ستراسبورغ الفرنسي، وفي 2006 انتقل إلى نادي سوبرسبورت يونايتد.
لعب مع منتخب جنوب أفريقيا لكرة القدم.

## روابط خارجية
- كاتليغو مفيلا على موقع الاتحاد الدولي (مؤرشف)  (الإنجليزية)
- كاتليغو مفيلا على موقع إي إس بي إن إف سي (الإنجليزية)
- كاتليغو مفيلا على موقع قاعدة بيانات كرة القدم.إي يو (الإنجليزية)
- كاتليغو مفيلا على موقع ناشيونال فوتبول تيمز (الإنجليزية)
- كاتليغو مفيلا على موقع Soccerway.com (الإنجليزية)
- كاتليغو مفيلا على موقع عالم كرة القدم.نت (الإنجليزية)
- كاتليغو مفيلا على موقع كووورة